# 구로다 다쿠마
구로다 다쿠마(일본어: 黒田 拓真, 1992년 2월 18일 ~ )는 일본의 축구 선수이다.

## 구단 경력
그는 2015년 J리그의 레노파 야마구치 FC에서 활동하였다.